# Campoplex phthorimaeae
Campoplex phthorimaeae là một loài tò vò trong họ Ichneumonidae.